# Lasioglossum daggetti
Lasioglossum daggetti är en biart som först beskrevs av Cockerell 1916.  Lasioglossum daggetti ingår i släktet smalbin, och familjen vägbin. Inga underarter finns listade i Catalogue of Life.